# VfTuB 1905 Leipzig
VfTuB 1905 Leipzig was een Duitse voetbalclub uit Leipzig, Saksen. De club stond ook bekend onder de kortere naam TuB Leipzig.

## Geschiedenis
De club werd in 1905 opgericht en was aangesloten bij de Midden-Duitse voetbalbond. De club speelde in de competitie van Noordwest-Saksen, waar het in de schaduw stond van grote stadsrivalen VfB, Wacker en SpVgg.
Na de Tweede Wereldoorlog werden alle Duitse voetbalclubs ontbonden. VfTuB werd niet meer heropgericht.